# Rundweg

Wegzeichen des Bodensee-Rundwanderweges

Als Rundweg bezeichnet man Wege – meist Wander- oder Radwanderwege –, deren Streckenführung irgendwann wieder zum Ausgangspunkt zurückführt. Bei Rundwegen gibt es oftmals keinen definierten Start- und Endpunkt, dieser kann beliebig auf dem Streckenverlauf gewählt werden.

## Rundwanderwege
Beliebte Rundwanderwege sind zum Beispiel Seeumrundungen. Die Länge dieser Rundwege variiert freilich stark: Die Umrundung des Wörthsees südwestlich von München ist etwa elf Kilometer lang und dauert knapp drei Stunden, der als solcher ausgeschilderte Bodensee-Rundweg ist dagegen zwischen 255 und 275 Kilometer lang und sollte in etwa elf Tagesetappen aufgeteilt werden.
In Deutschland kommt aus Nordrhein-Westfalen das Konzept der Autofahrerrundwanderwege. Dort gibt es besonders viele Wandererparkplätze, von denen meist mehrere unterschiedliche lange Rundwanderwege abgehen. Besonders lange Rundwanderwege mit vielen Sehenswürdigkeiten sind zum Beispiel der Dortmunder Rundweg und der Wuppertaler Rundweg.
Besonders interessante Rundwanderwege in den Alpen sind zum Beispiel die Rosengarten-Umrundung in den Dolomiten oder der Giro di Viso in den Cottischen Alpen.

## Für Radfahrer
Auch für Radfahrer sind Seeumrundungen wie zum Beispiel der etwa 260 Kilometer lange Bodensee-Radweg oder der etwa 55 Kilometer lange Chiemsee-Rundweg von besonderem Interesse.

## Für Auto- und Motorradfahrer
Bekannte Rundwege als Touristikstraßen sind zum Beispiel die Hohenzollernstraße, die Runde um den Starnberger See oder den Ammersee sowie die Sella-Rundfahrt mit Grödner Joch, Sellajoch, Pordoijoch und Campolongopass in den Dolomiten.

## Für Skifahrer
Der zuletzt angesprochene Rundweg, die sogenannte Sellaronda, ist bekannter als Tagestour für fortgeschrittene Alpinskifahrer. Auf über 25 Pistenkilometern des Gebietes Dolomiti Superski überrundet man das malerische Sellamassiv.